# 孟什河坛

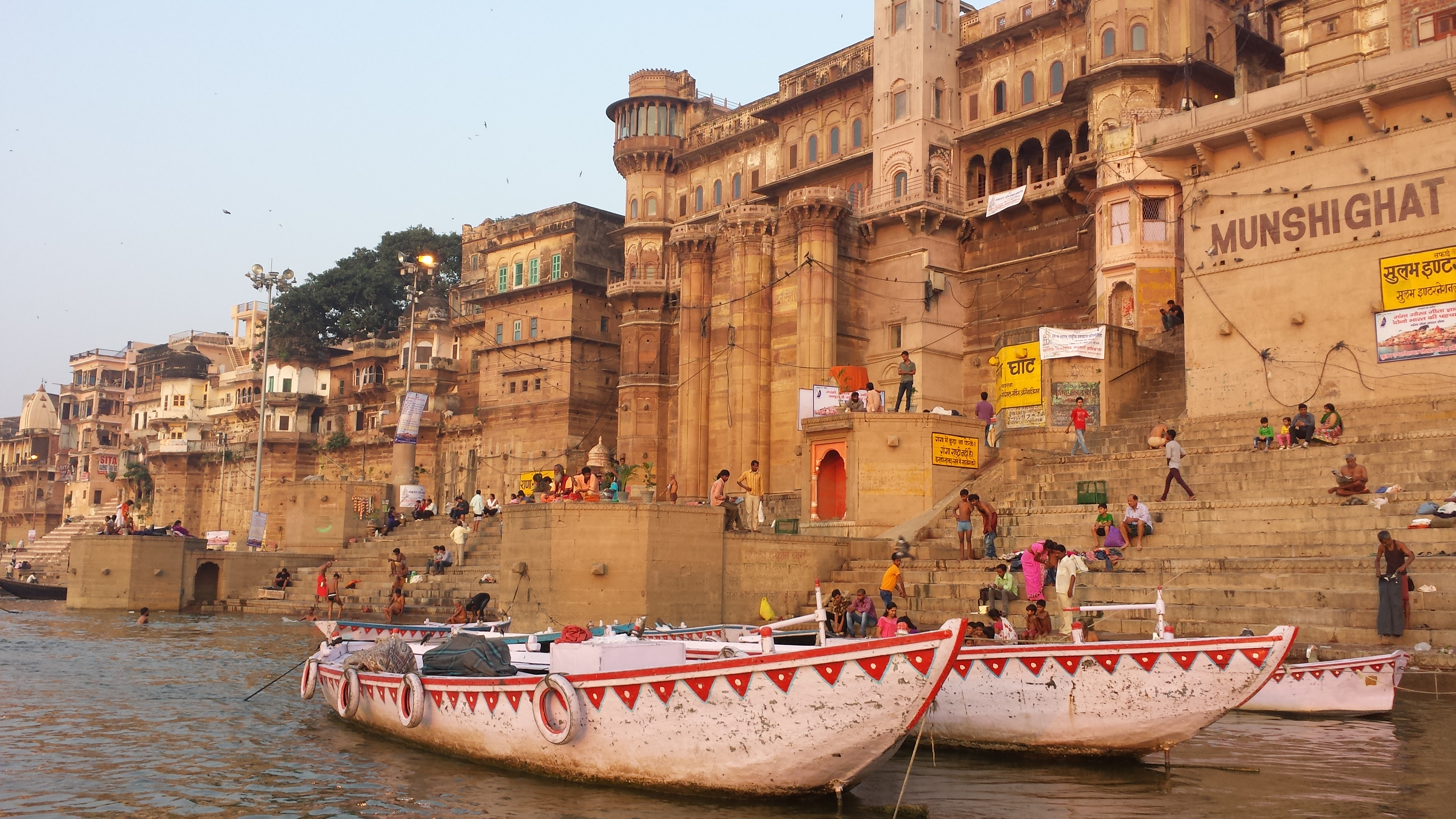
孟什河坛

孟什河坛（Munshi Ghat）是印度瓦拉纳西恒河岸边的一个河壇。它和宫殿建筑建于1912年，以那格浦尔的财政部长Sridhara Narayana Munshi命名。1915年，比哈尔省达尔邦格阿的婆罗门国王购买了这个河坛并加以扩建。扩展部分后来称为达尔邦格阿河坛。
达尔邦格阿河坛的宫殿建筑非常宏伟，用丘纳尔的砂岩制成，有美丽的门廊和希腊建筑风格的柱子。到屋顶的大台阶建于1930年。这个地区在《往世书》中很重要。
1994年，达尔邦格阿宫殿由克拉克酒店集团购买，将其命名为Brajrama宫殿，并计划将其改造成五星级酒店。他们已经从后面拆掉了几乎一半的建筑；其后部正在扩建和加高，以适合酒店使用。这将是一个可爱的酒店位置，景色可以吸引富有的西方上流社会游客，但是由于基本的基础设施的增长，整个环境将面临污染，社会心理压抑和共同生活更加困难的问题。克拉克酒店集团对历史遗产，美感以及当地社区的福祉的破坏遭到一个活动组织的反对，目前已停止拆除和改建工程。